# رنگینک کاکل‌زری
رنگینک کاکل‌زری (نام علمی: Lepidothrix vilasboasi) نام یک گونه از سرده پولک‌موها است.